# Eupora
Eupora – miasto w Stanach Zjednoczonych, w stanie Missisipi, w hrabstwie Webster.